# 津芝海
津芝海，位於印度洋西部與非洲大湖地區的相鄰區域。阿拉伯水手的傳說中的津芝海被認為是一個令人恐懼的地區，因為那裡有很多危險水域，尤其是在其最南端的海域附近。

## 地理
該術語適用於古代穆斯林旅客和編年史家如马苏第和伊本·巴圖塔所知的非洲大陸東部附近的海域。
儘管定義不明確，但津芝海地區仍包括廣闊的海洋區域，其延伸範圍一直延伸到古代航海家單桅帆船到達的程度。津芝海大致位於厄立特里亞海的南部，延伸到東南部非洲海岸，一直延伸到莫桑比克海峽以南，包括科摩羅和馬達加斯加東海岸的水域。它的東側在塞舌爾以西，西北向马斯克林群岛延伸。